# Grevillea diminuta
Grevillea diminuta är en tvåhjärtbladig växtart som beskrevs av Lawrence Alexander Sidney Johnson. Grevillea diminuta ingår i släktet Grevillea och familjen Proteaceae. Inga underarter finns listade i Catalogue of Life.